# Wołodymyr Czornobaj
Wołodymyr Mykołajowycz Czornobaj (ukr. Володимир Миколайович Чорнобай; ur. 17 marca 1954 w Michajłowskim) – ukraiński malarz. Członek Związku Narodowego Artystów Plastyków Ukrainy (1989), Związku Polskich Artystów Plastyków (2009) i grupy artystycznej „Kwarta”. Zasłużony Artysta Ukrainy. Brat Jurija Czornobaja.

## Biografia
Ukończył Lwowską Szkołę Sztuki Użytkowej (1973), Lwowski Instytut Sztuki Użytkowej i Dekoracyjnej (1980, nauczyciele N. Fedczun, T. Drahan).
Od 1981 r. mieszka w Tarnopolu.

## Twórczość
Zajmuje się witrażem klasycznym i malarstwem sztalugowym, grafiką, od 1989 r. malarstwem na szkle.
Najważniejsze prace: seria prac na szkle „Ruky” (1990), „Wirtualnyj portret suczasnyka” (1995), „Pikuj-Krasija” (1994–2002), „Pińko-Pinokkio” (2006) itp. Jego prace znajdują się w muzeach i kolekcjach prywatnych na Ukrainie, Słowacji, w Polsce, Hiszpanii, Niemczech i USA.
Od 1984 roku brał udział w ponad 40 wystawach zbiorowych na Ukrainie, w Bułgarii, Hiszpanii, Niemczech, Polsce, Słowacji i na Węgrzech. Brał udział w międzynarodowych i ogólnoukraińskich plenerach.
Ponad 70 wystaw indywidualnych w Tarnopolu (1992, 1994, 1995, 2002, 2009, 2010, 2011, 2014, 2022), Lwowie (1993, 1997, 2013, 2020), Czerniowcach (1994); Łucku (1995, 1996, 2016, 2017), Równem (1996), Kijowie (1997, 2015); Kaliszu (1999, 2005, 2009, 2012, 2014, 2015), Sieradzu, Bytowie (2000), Przeworsku (2002), Jarosławiu (2002, 2015), Elblągu (2003, 2005); Sławnie (2004), Pabianicach (2004, 2017), Pleszewie (2005), Ostrowie Wielkopolskim (2005, 2016), Olsztynie (2005), Gołuchowie, Ostrzeszowie, Kępnie (2006); Opatówku (2007), Krotoszynie (2007, 2011; wszystkie w Polsce); Hamm (Niemcy, 2008), Iwano-Frankowska (2008, 2012); Wolsztynie (2009); Śmiglu (2010), Schwedt/Oder (2010, Niemcy), Andrychowie (2010, 2015), Środzie Śląskiej (2010, 2012); Berlinie (2012, 2015), Bolestraszycach/Przemyślu (2015), Włocławku (2016), Tarnobrzegu (2017).

## Nagrody
- Zasłużony Malarz Ukrainy (1 grudnia 2016)[8];
- laureat wystawy sztuki „Tajemnica Bożego Narodzenia – 96” (1996, Łuck)[1][2];
- złota nagroda I Konkursu-Wystawy Sztuki Współczesnej (1996, Tarnopol)[1][2];
- III nagroda na ogólnoukraińskiej wystawie malarstwa na szkle „Trzy wymiary: wczoraj, dziś i jutro” (1998, Lwów)[1][2];
- Tarnopolska Nagroda Regionalna imienia Mychajła Bojczuka (2002)[1][2];
- srebrny medal „Labour omnia vincit” Towarzystwa Hipolita Cegielskiego (2009, Poznań, Polska)[1][2];
- Nagroda Prezydenta Miasta Kalisza (Polska, 2015)[6];
- Dyplom międzynarodowej wystawy sztuki Lwowski Salon Jesienny „Wysokyj Zamok 2015”[6];
- Tarnopolska Nagroda Regionalna imienia Jarosławy Muzyky (2022)[9].